# Liste des monuments historiques de Wissembourg
Ce tableau présente la liste de tous les monuments historiques de Wissembourg (Bas-Rhin), classés ou inscrits.

## Monuments historiques
Selon la base Mérimée, il y a 27 monuments historiques à Wissembourg, inscrits ou classés.
| Monument | Adresse                          | Coordonnées                      | Notice         | Protection     | Date      | Illustration |
| --- | -------------------------------- | -------------------------------- | -------------- | -------------- | --------- | --- |
| Abbatiale Saint-Pierre-et-Saint-Paul église | Avenue de la Sous-Préfecture     | 49° 02′ 14″ nord, 7° 56′ 31″ est | « PA00085247 » | Classé         | 1930      | Abbatiale Saint-Pierre-et-Saint-Pauléglise |
| Canal de la Lauter partie du canal, porte d'eau, garde-corps | Rue du Faubourg-de-Bitche        | 49° 02′ 18″ nord, 7° 56′ 13″ est | « PA67000021 » | Inscrit        | 1997      | Canal de la Lauterpartie du canal, porte d'eau, garde-corps |
| Chapelle Saint-Pierre-et-Paul chapelle, passage voûté | Avenue de la Sous-Préfecture     | 49° 02′ 15″ nord, 7° 56′ 32″ est | « PA00085243 » | Classé         | 1973      | Chapelle Saint-Pierre-et-Paulchapelle, passage voûté |
| Château du Geisberg façades et toitures de la tour-porche et de la maison du gardien, deux pavillons | Geisberg                         | 49° 00′ 50″ nord, 7° 57′ 14″ est | « PA00085288 » | Inscrit        | 1990      | Château du Geisbergfaçades et toitures de la tour-porche et de la maison du gardien, deux pavillons |
| Château Saint-Rémy d'Altenstadt site avec vestiges enfouis et fossé | 15 rue de Lauterbourg Altenstadt | 49° 01′ 36″ nord, 7° 59′ 43″ est | « PA00085275 » | Inscrit        | 1989      | Château Saint-Rémy d'Altenstadtsite avec vestiges enfouis et fossé |
| Doyenné bâtiment principal (façades et toiture sauf adjonction sud, escalier d'honneur, grand salon central), deux dépendances (façades et toiture, pierre tombale), parc escalier au rempart et clôture                                                        | 10, rue du Chapitre              | 49° 02′ 14″ nord, 7° 56′ 28″ est | « PA00132524 » | Inscrit        | 1994      | Doyennébâtiment principal (façades et toiture sauf adjonction sud, escalier d'honneur, grand salon central), deux dépendances (façades et toiture, pierre tombale), parc escalier au rempart et clôture                                                        |
| Église des Dominicains église | Rue des Dominicains              | 49° 02′ 10″ nord, 7° 56′ 51″ est | « PA00085245 » | Inscrit        | 1982      | Église des Dominicainséglise |
| Église Saint-Jean-l'Evangéliste église | Place Saint-Jean                 | 49° 02′ 19″ nord, 7° 56′ 33″ est | « PA00085246 » | Classé         | 1898      | Église Saint-Jean-l'Evangélisteéglise |
| Église Saint-Ulrich (église d'Altenstadt) église | Rue Principale                   | 49° 01′ 50″ nord, 7° 58′ 06″ est | « PA00085244 » | Classé         | 1898      | Église Saint-Ulrich (église d'Altenstadt)église |
| Fortifications restes des fortifications |                                  | 49° 02′ 18″ nord, 7° 56′ 10″ est | « PA00085248 » | Inscrit        | 1933      | Fortificationsrestes des fortifications |
| Hôpital Stanislas façades, toitures, escalier intérieur, cour d'honneur | 7, rue Stanislas                 | 49° 02′ 11″ nord, 7° 56′ 30″ est | « PA00085249 » | Classé         | 1929      | Hôpital Stanislasfaçades, toitures, escalier intérieur, cour d'honneur |
| Hôtel du prêteur royal Von Neubeck façades et toitures sauf colonne sanitaire, portes à panneaux, cage d'escalier avec décor, ensemble des pièces du premier étage, mur de clôture avec porte cochère, façades et toitures des dépendances et bâtiments annexes | 1, rue Traversière               | 49° 02′ 17″ nord, 7° 56′ 41″ est | « PA00085250 » | Inscrit        | 1987      | Hôtel du prêteur royal Von Neubeckfaçades et toitures sauf colonne sanitaire, portes à panneaux, cage d'escalier avec décor, ensemble des pièces du premier étage, mur de clôture avec porte cochère, façades et toitures des dépendances et bâtiments annexes |
| Hôtel de ville - hôtel de ville sauf parties classées - façade, toiture | Place de la République           | 49° 02′ 13″ nord, 7° 56′ 40″ est | « PA00085251 » | Inscrit Classé | 1929 1932 | Hôtel de ville- hôtel de ville sauf parties classées- façade, toiture |
| Maison maison | 20-22, rue de la Laine           | 49° 02′ 18″ nord, 7° 56′ 50″ est | « PA00085256 » | Classé         | 1929      | Maisonmaison |
| Maison portail d'entrée | 35, rue de la Laine              | 49° 02′ 21″ nord, 7° 56′ 51″ est | « PA00085257 » | Inscrit        | 1935      | Maisonportail d'entrée |
| Maison façades, toiture | 2, rue Nationale                 | 49° 02′ 12″ nord, 7° 56′ 43″ est | « PA00085259 » | Inscrit        | 1935      | Maisonfaçades, toiture |
| Maison porte d'entrée | 27, rue Neuve                    | 49° 02′ 19″ nord, 7° 56′ 42″ est | « PA00085260 » | Inscrit        | 1935      | Maisonporte d'entrée |
| Maison Bürgerhof façades, toiture | 35, rue Nationale                | 49° 02′ 12″ nord, 7° 56′ 49″ est | « PA00085258 » | Inscrit        | 1935      | Maison Bürgerhoffaçades, toiture |
| Maison des Chevaliers façades, toitures de l'aile Renaissance sauf palier et escalier | 1, avenue de la Sous-Préfecture  | 49° 02′ 13″ nord, 7° 56′ 34″ est | « PA00085287 » | Inscrit        | 1990      | Maison des Chevaliersfaçades, toitures de l'aile Renaissance sauf palier et escalier |
| Maison Kobold façades, toiture, plafond | 26, rue de l'Étoile              | 49° 02′ 18″ nord, 7° 56′ 39″ est | « PA00085252 » | Classé         | 1929      | Maison Koboldfaçades, toiture, plafond |
| Maison du sel (ancien hôpital) façades sauf balcon, toiture avec charpente, structures de la salle des malades | 2-2a, rue du Marché-aux-Poissons | 49° 02′ 12″ nord, 7° 56′ 36″ est | « PA67000023 » | Inscrit        | 1998      | Maison du sel (ancien hôpital)façades sauf balcon, toiture avec charpente, structures de la salle des malades |
| Maison Stern maison avec deux corps de bâtiment, cour pavée | 28, rue de l'Étoile              | 49° 02′ 19″ nord, 7° 56′ 39″ est | « PA67000080 » | Inscrit        | 2008      | Maison Sternmaison avec deux corps de bâtiment, cour pavée |
| Maison des Tanneurs façades avec oriel, toitures | 63, rue du Faubourg-de-Bitche    | 49° 02′ 18″ nord, 7° 56′ 26″ est | « PA00085253 » | Inscrit        | 1929      | Maison des Tanneursfaçades avec oriel, toitures |
| Maison Vogelsberger maison | 2, quai Anselmann                | 49° 02′ 17″ nord, 7° 56′ 34″ est | « PA00085254 » | Inscrit        | 1929      | Maison Vogelsbergermaison |
| Maison Wagenführer façades, toiture | 5, quai Anselmann                | 49° 02′ 16″ nord, 7° 56′ 35″ est | « PA00085255 » | Inscrit        | 1938      | Maison Wagenführerfaçades, toiture |
| Musée Westercamp façades principales sur rue, façades des bâtiments sur cour, galerie, puits | 3, rue du Musée                  | 49° 02′ 20″ nord, 7° 56′ 41″ est | « PA00085261 » | Inscrit        | 1935      | Musée Westercampfaçades principales sur rue, façades des bâtiments sur cour, galerie, puits |
| Obélisque du roi de Rome obélisque | Wuerzenberg Rue du Roi-de-Rome   | 49° 01′ 42″ nord, 7° 56′ 51″ est | « PA00085262 » | Inscrit        | 1986      | Obélisque du roi de Romeobélisque |

## Mobiliers historiques
Selon la base Palissy, il y a 20 objets monuments historiques à Wissembourg.
| Monument historique                                             | Localisation                           | Protection | Date de la protection | Référence            | Photo |
| --------------------------------------------------------------- | -------------------------------------- | ---------- | --------------------- | -------------------- | ----- |
| statue de procession : Vierge de l'Immaculée Conception         | église catholique Saint-Pierre-et-Paul | inscrit    | 2001                  | Notice no PM67001474 |       |
| douze tableaux : douze apôtres                                  | église catholique Saint-Pierre-et-Paul | inscrit    | 2001                  | Notice no PM67001473 |       |
| deux tableaux et leurs cadres : Saint-Bernard et Sainte Famille | église catholique Saint-Pierre-et-Paul | inscrit    | 2001                  | Notice no PM67001472 |       |
| meuble de sacristie (armoire de sacristie) et pentures, n°2     | église catholique Saint-Pierre-et-Paul | inscrit    | 2001                  | Notice no PM67001396 |       |
| meuble de sacristie (armoire de sacristie) et pentures, n°1     | église catholique Saint-Pierre-et-Paul | inscrit    | 2001                  | Notice no PM67001395 |       |
| stalles                                                         | église catholique Saint-Pierre-et-Paul | inscrit    | 2001                  | Notice no PM67001394 |       |
| croix-reliquaire                                                | église catholique Saint-Pierre-et-Paul | inscrit    | 2001                  | Notice no PM67001479 |       |
| crécelle                                                        | église catholique Saint-Pierre-et-Paul | inscrit    | 2001                  | Notice no PM67001478 |       |
| coffre                                                          | église catholique Saint-Pierre-et-Paul | inscrit    | 2001                  | Notice no PM67001477 |       |
| mécanisme d'horloge                                             | église catholique Saint-Pierre-et-Paul | inscrit    | 2001                  | Notice no PM67001476 |       |
| statue : Vierge à l'Enfant                                      | église catholique Saint-Pierre-et-Paul | inscrit    | 2001                  | Notice no PM67001475 |       |
| fonts baptismaux                                                | église catholique Saint-Pierre-et-Paul | classé     | 2003                  | Notice no PM67000920 |       |
| orgue de tribune                                                | église catholique Saint-Pierre-et-Paul | classé     | 1975                  | Notice no PM67001115 |       |
| cloche                                                          | église catholique Saint-Pierre-et-Paul | classé     | 1982                  | Notice no PM67000461 |       |
| orgue de tribune : buffet d'orgue                               | église catholique Saint-Pierre-et-Paul | classé     | 1975                  | Notice no PM67000460 |       |
| orgue de tribune : partie instrumentale de l'orgue              | église catholique Saint-Pierre-et-Paul | classé     | 1973                  | Notice no PM67000459 |       |
| calice                                                          | église catholique Saint-Pierre-et-Paul | classé     | 1978                  | Notice no PM67000458 |       |
| ostensoir                                                       | église catholique Saint-Pierre-et-Paul | classé     | 1978                  | Notice no PM67000457 |       |
| calice                                                          | église catholique Saint-Pierre-et-Paul | classé     | 1978                  | Notice no PM67000456 |       |
| calice, patène                                                  | église catholique Saint-Pierre-et-Paul | classé     | 1978                  | Notice no PM67000455 |       |